# Passeig de Sant Joan

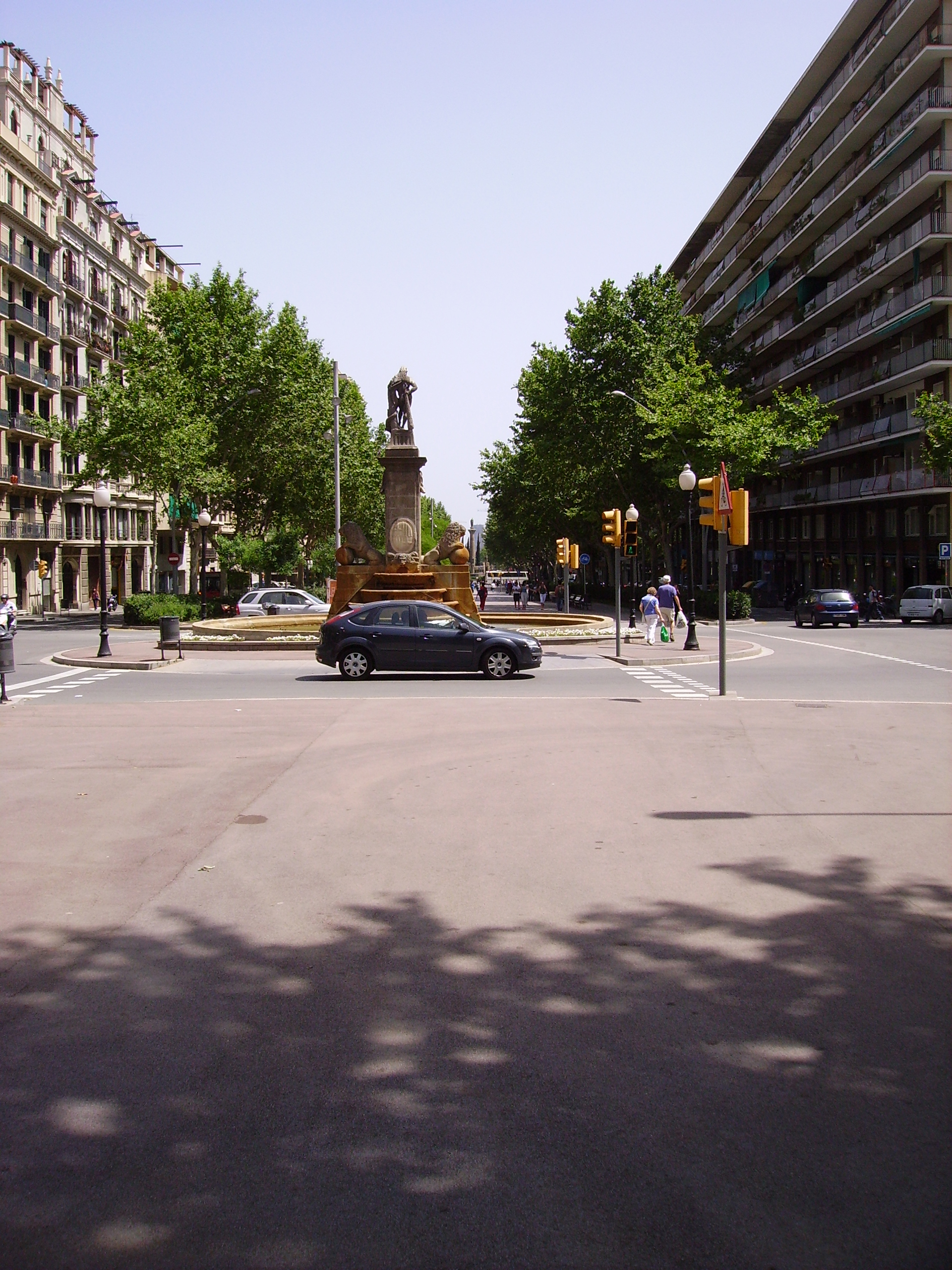
Passeig de Sant Joan

Passeig de Sant Joan is een belangrijke avenue in de districten Eixample en Gràcia in Barcelona. Het is vernoemd naar een oudere straat die deze naam droeg, ook bekend als Passeig Nou. Het is aangelegd in 1795 rondom de glacis van het Ciutadella fort.
De avenue begint bij de Arc de Triomf waar hij samenkomt met Avinguda de Vilanova, Carrer de Trafalgar en Passeig de Lluís Companys (en wordt voortgezet richting Parc de la Ciutadella) en verder westwaarts door het district Eixample tot aan Travessera de Gràcia in het district Gràcia.

## Gebouwen en monumenten
- Verdaguer monument (1924) van Josep Maria Pericàs.
- Església de Salesas (1882-1885) van Joan Martorell.
- Arc de Triomf
- Palau Macaya van Josep Puig i Cadafalch
- Plaça Tetuan

## Cultuur

### Musea
- Museu del Clavegueram de Barcelona (Rioolmuseum)

### Andere
- Ateneu Enciclopèdic Popular - opgericht in 1902.
- Biblioteca Pública Arús